# Psammocora verrilli
Espèce
Statut CITES
Psammocora verrilli  est une espèce de coraux appartenant à la famille des Psammocoridae.